# Волшебная ночь (фильм, 1983)
«Волшебная ночь» — художественный фильм-сказка снятый в 1983 году на киностудии «Грузия-фильм».

## Сюжет
Было у отца три сына. Перед смертью отец завещал сыновьям: его земли унаследует тот, кто лучше овладеет своим ремеслом. Три брата долго учились у различных мастеров и каждый овладел своей профессией в совершенстве.
Пришло время показать всем своё мастерство. В волшебную ночь в лесу оживали травы, духи превращались в людей. В эту ночь братья устроили на опушке леса соревнование. Плотник вырезал из дерева деревянную фигурку, портной сшил для неё прекрасный костюм, а лекарь оживил её с помощью настоев из лесных трав. Братья восхитились работой и мастерством друг друга. Братья решили не делить наследство, а вместе работать на отцовских землях.

## В ролях
| Актёр               | Роль                                       |
| ------------------- | ------------------------------------------ |
| Резо Имнаишвили     | портной                                    |
| Тамаз Толорая       | плотник                                    |
| Вахтанг Панчулидзе  | лекарь                                     |
| Леван Учанейшвили   | лесной дух Очопинтре                       |
| Сосо Джачвлиани     | охотник Ибрух                              |
| Мака Махарадзе      | царица леса                                |
| Нинель Чанкветадзе  | Иалтамзе                                   |
| Ираклий Дочанашвили | юноша                                      |
| Онисе Модебадзе     | хранитель клада озвучивал Валентин Брылеев |

## Съёмочная группа
- Режиссёр: Темур Палавандишвили
- Сценарист: Нукри Мамулашвили
- Композитор: Сулхан Цинцадзе